# ヴァルター・ベーレント
ヴァルター・ベーレント（Walter Behrendt, 1914年9月18日 - 1997年7月23日）は、西ドイツの社会民主主義の政治家。1971年から1973年にかけて欧州議会議長を務めた。

## 若年期
ヴァルター・ベーレントは1914年9月18日にドルトムントで、鉱山労働者の息子として生まれる。ベーレントは国民学校に通ったものの、母親が長らく重い病を患っていたために高等教育を受けることができなかった。商店での見習い修行ののち、ベーレントは5セメスター制の大学のゼミナールで会計を学んだ。1939年から1944年にかけて、第二次世界大戦において兵士として出征し、陸軍部隊の軍曹としてフランスの戦争捕虜となっていたが、1945年に身柄を釈放された。1949年から1954年にかけてベーレントは工場の事務員となる。1954年、ベーレントはドルトムントにあるヘッシュ＝ヴェストファーレン製鋼所の従業員となる。また一時的にはドルトムント市製作所やドルトムント港湾･鉄道会社の取締役にもなる。
1948年、ベーレントはドルトムントの宗教的ヒューマニズム運動に参加する。

## 社会民主党
ベーレントは社会主義労働者ユースと労働者スポーツ協会に属し、またその後の1932年にはドイツ社会民主党に入党した。1945年から1947年にかけてドルトムント、リューエン、カストロップ＝ラクセル地方の社会主義青年団の会長を務めた。1951年から1952年にはドルトムント＝アルテンデルネ支部長となる。1952年からはドルトムント地域部長を3年間務める。1970年から1971年にかけてふたたびドルトムントの地区会長となる。

## 議員活動
1952年から死去するまでベーレントはドルトムント市議会議員を務めた。
1957年のドイツ連邦議会選挙でドルトムント3区から立候補して当選し、1976年まで議員を務めた。1961年から1967年1月26日まで連邦議会の労働委員会で副委員長を務めた。
1967年1月26日、ケーテ・シュトローベルに代わって欧州議会議員となり、1970年には副議長に選出される。1971年3月、ベーレントは社会主義系、リベラル系、ゴーリストからの支持を受けて欧州議会議長に選出される。議長としての2年の任期を終えるとふたたび副議長に選任され、1977年1月19日に欧州議会を去るまで副議長を務めた。

## 受賞歴
ベーレントは一等功労十字章と大功労十字星章を授与されている。またドルトムント市からは1979年に栄誉指輪を受けている。2003年にはドルトムントのデルネ地区にある通りにヴァルター・ベーレントの名前がつけられた。